# Église Saint-Gérard-Majella de Larouche
L'église Saint-Gérard-Majella est un établissement patrimonial religieux construit en 1960 dans la municipalité de Larouche.
Cette église moderne est construite en 1960  où les églises catholiques du Québec se sont éloignées des conceptions traditionnelles.